# Pozsonyi Casino
A Pozsonyi Casino (szlovákul: Prešporské kasíno, németül: Pressburger Casino) szlovákiai magyar polgári társulás társulás, melynek célja a társadalmi élet fellendítése és a kultúra terjesztése. A társulás találkozóhelye a pozsonyi Klarissza utca 7. cím alatt található Frideczky-ház.

## Történelem
A Casinót 1837. július 1-én alapították. Az első közgyűlést 1836 nyarán tartották, de a társulat úgy döntött, hogy a hivatalos alapítási nap 1837. július elseje lesz. Megalakulásuk célját a Casino így határozta meg: „A Casino művelt férfijaiknak társalgás végetti egyesülése.” Később a céljaik kibővültek a hazafiasság és a kultúra támogatására.
Megalapításához hozzájárult Hollinger kávéháztulajdonos, aki felajánlotta a kávéház felső termét, mint gyülekező terem. További helyek az évek során a Szapáry-Wechtler-ház egyik helyisége, Lőrinc-kapu utca 1., Jeszenák ház és végül a Pozsonyi Első Takarékbank épületébe, amelyben az 1945-ös megszűnésig működött.
A szabadságharc hatására az intézmény 2 évre bezárt, majd 1864-ben nyitotta meg újra kapuit. Az első és a második világháború között a pozsonyi élet fellendült, ezáltal a Casino élete is. Az utolsó feljegyzett közgyűlés valószínűleg 1944 márciusában volt. A Casino ezután 54 évre bezárt, majd 1999. szeptember 9-én Frideczky János indította újra.

## A Pozsonyi Casino jelene
Az első közgyűlés 1999. december 2-án lett megtartva, ahol megválasztották a választmányt. A közgyűlések arra szolgálnak, hogy megvitassák a Casino ügyeit és összeállítsák a havi programot. A tagok közül választott háznagyok feladata, hogy biztosítsák a gördülékeny működést. A háznagyok közül egyvalaki mindig a Casinoban tartózkodik, hogy az esetlegesen felmerülő problémákkal tudjon foglalkozni, vagy továbbítani azokat. Az aktív tagság a Casino életében fontos, hiszen minden tagnak joga és kötelessége hozzájárulni a a PC sikeres működéséhez.
A programok főként az előadásokra fektetnek nagy figyelmet, de vannak beszélgetések, könyvbemutatók és könyvkiadó bemutatók is. Az programok célja: "kellemes, ismert társasággal új dolgokat látni, megismerni, vagy akár újralátogatni." A múltban kávéházakban találkoztak, de ma már van egy meghitt, kellemes környezetük, ahol a Casino tagjai találkozhatnak. A helyiség rendelkezik konyhával és egy méretes könyvtárral, mely a Casino tagjainak ingyenes.
A múltbéli programok: Századfordító magyarok kiállítása Budapesten, Tihanyi Apátság meglátogatása, kiállítás Szabó Gyula műveiből. dr. Rajter Lajos életének bemutatója.
A Casinot az évek során számtalan ember látogatta meg, akiknek nagy hatása volt a szlovákiai magyar kultúrára, köztük van: Faludy György, Esterházy Alice grófnő, Aich Péter, Pék László, dr. Kiss Erika is.

## Tiszteletbeli tagok
A Casino tiszteletbeli tagjai:
- dr. Rajter Lajos tanár úr (1906-2000)
- dr. Turczel Lajos tanár úr (1917-2007)
- dr. Bertha Gézá (1916-2004)
- Feigler László mérnök
- Petőcz Csilla (1943-2017)
- Mayer Judit (1923-2015)
- 2019-től: Mács József, Reingl Ida, Varga József, Janda Magda, Matus János, Skultéty Csaba, Gály Yvett;
- 2022-től: Gémesi Irén, Altdorfer Berta és Alfréd, Institoris Sándor, Hritz István és Júlia, Aich Péter[2]

## Alapszabályok
A Pozsonyi Casino részletes alapszabályokon működik, melyet "Pozsonyban Frideczky János házában a Kapucinus utca 7 sz. alatt 1999. március 28-án összejöttek Aich Péter, Bukoveczky György, Bukoveczky Erzsébet, Csillaghy István, Frideczky János, Hritz István, Hritz Júlia, Kajla Júlia, Mayer Imre, Mayer Judit, Petőcz Károly, Petőcz Csilla és Schlosser Klára pozsonyi lakosok, valamint Lajos P.János búcsi lakos és Udvardi Péter kisújfalui lakos" hoztak létre a Casino újraalapításakor. A részletes szabályzat a Casino oldalán található meg

## Házirend
A Pozsnyi Casino házirendje a gördülékeny együttműködést biztosítja a tagok között. A részletes házirend 15 pontból áll és a hivatalos oldalukon található meg.

## Évkönyv
Minden évben készül egy évkönyv, ami részletezi a Casino évét. A könyv képeket és a tagok elbeszéléseit tartalmazza. A 2001-es évkönyvben a  Frideczky János így nyilatkoztak a Casinoról "Ha nem lett volna Casino, én sem lennék."